# Údolí Timna

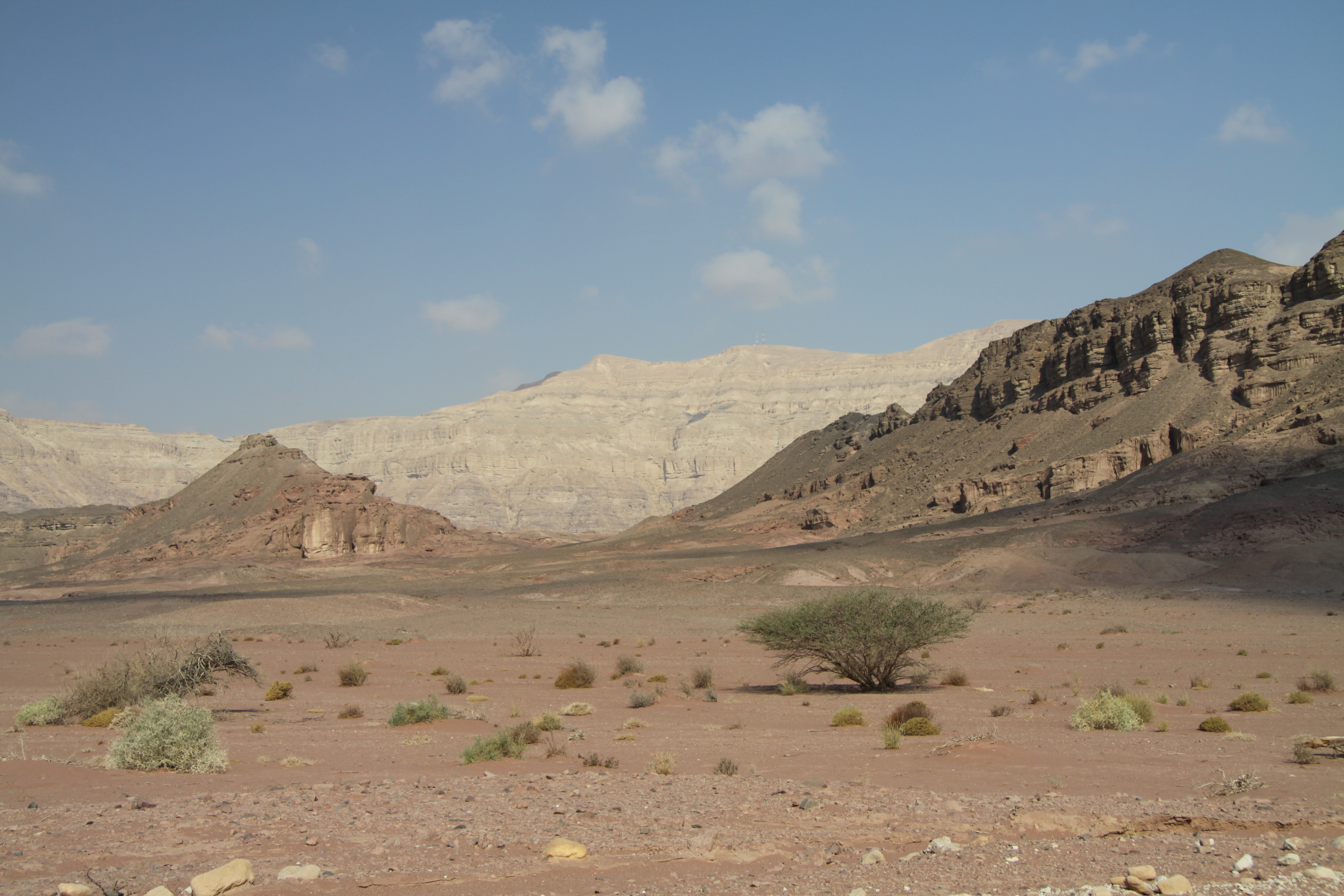
Údolí Timna

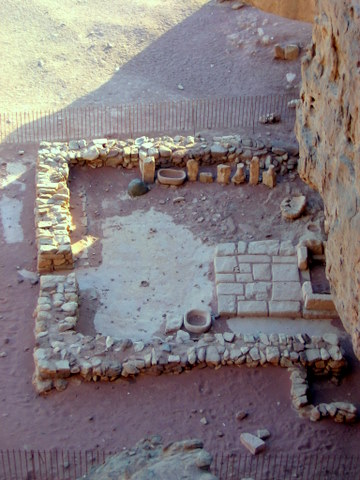
Pozůstatky Hathořiny svatyně

Údolí Timna je archeologická lokalita nacházející se v Jižním distriktu Izraele. Leží v Negevské poušti asi 25 km severně od přístavu Ejlat. Údolí ve tvaru podkovy vytvořil v okolních horách tok vádí Nachal Timna a eroze zformovala pískovcové skály do bizarních tvarů přezdívaných Šalomounovy sloupy, Hřib, Ležící lev nebo Šroubová skála, písek hraje díky obsahu minerálů nejrůznějšími barvami. Dominantou oblasti je hora Har Timna.
Údolí patřilo k nejvýznamnějším nalezištím měďných rud malachitu a chalkozínu ve starověkém světě, těžba je doložena už v 5. tisíciletí př. n. l. Ve 13. století př. n. l. zde Egypťané vybudovali svatyni bohyně Hathor, z té doby pochází také petroglyf znázorňující faraona Ramesse III. Později doly kontrolovali Midjánci, kteří v chrámu uctívali posvátného hada Nechuštana. Timna bývá také označována jako „Doly krále Šalomouna“, ačkoli historikové vedou spory, zda Šalomoun tuto lokalitu skutečně využíval. Měď se z oblasti vyvážela až do doby Umajjovců, ve 20. století se Izraelci pokusili těžbu obnovit, ale pak ji pro nevýnosnost zastavili.
Pozůstatky starověkých dolů objevil ve 30. letech americký archeolog Nelson Glueck, na jeho výzkum navázal Beno Rothenberg, nalezeny byly nástroje, nádoby i oděvy staré přes tři tisíce let. Židovský národní fond zde v roce 1981 zřídil naučný geopark, jehož součástí je umělé jezero i rekonstrukce starověkého stanu setkávání. Na podporu turistického ruchu v oblasti, k níž patří i sousední přírodní rezervace Jotvata Chaj Bar, se od roku 2011 buduje na okraji údolí Ramonovo mezinárodní letiště.